# Oriental (1997-2015)
A Oriental foi uma região do Marrocos entre 1997 e 2015. A sua capital era a cidade de Ujda. Em 2015 foi substituída por uma nova divisão administrativa homónima.

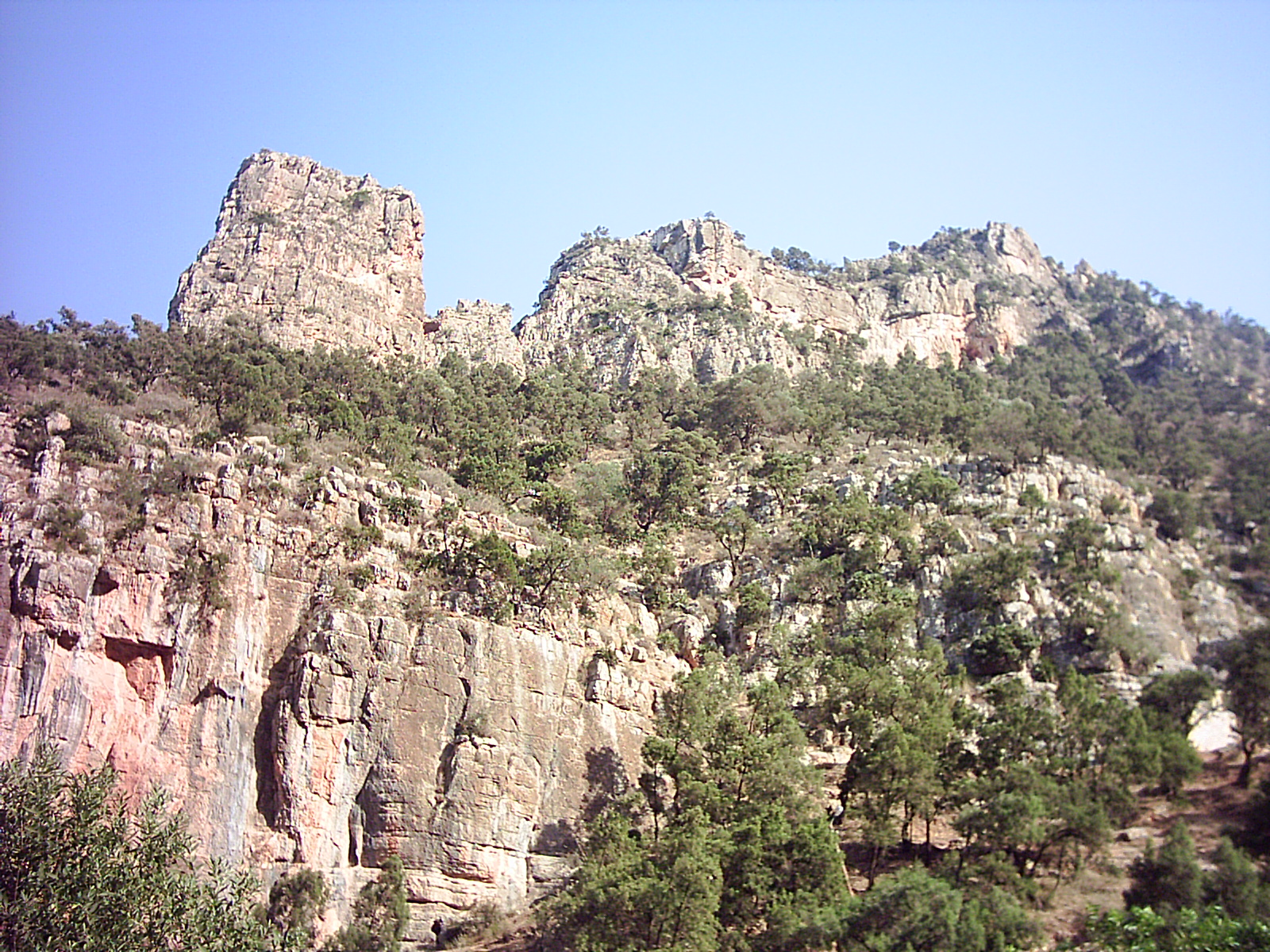
Jebel Tamejout